# Крчевина-при-Вурбергу
Крчевина-при-Вурбергу (словен. Krčevina pri Vurbergu) — поселення в общині Птуй, Подравський регіон‎, Словенія.